# Il barone Bagge
Il barone Bagge (Der Baron Bagge) è un romanzo dello scrittore austriaco Alexander Lernet-Holenia pubblicato per la prima volta nel 1936 dall'editore S. Fischer Verlag. Si svolge durante la prima guerra mondiale ed è una delle opere più importanti della letteratura fantastica in lingua tedesca. La traduzione in italiano è di Emilio Castellani.

## Trama
Nell'inverno del 1915, il barone assiste a eventi irreali durante un viaggio attraverso i Carpazi. Con molta fortuna sopravvive a una battaglia e arriva in un paesaggio tranquillo dove incontra una donna, che poi sposa. Si rende conto troppo tardi che tutto accade solo nel suo sogno, in uno spazio tra la vita e la morte.

## Trasposizioni
Una versione italiana per il teatro è stata sviluppata da Italo Alighiero Chiusano nel 1986 e portata in scena da Walter Maestosi nel ruolo del protagonista ed Evelina Nazzari.